# Torquatoridae
Torquatoridae är en familj av djur. Torquatoridae ingår i fylumet pilmaskar och riket djur.
Familjen innehåller bara släktet Torquarator.